# QV7
QV 7 est un des tombeaux situé dans la vallée des Reines, dans la nécropole thébaine, sur la rive ouest du Nil face à Louxor en Égypte.

## Description
QV 7 est une tombe anonyme datant de la XVIIIe dynastie, constituée d'un puit rempli de débris qui relie la surface à une chambre. Le plafond de celle-ci, aujourd'hui fracturé, est en marne et ses murs en schiste argileux. Des objets semblent avoir été trouvés dans la tombe mais n'ont pas été enregistrés.
L'entrée de la tombe est aujourd'hui  entouré d'une maçonnerie.

## Histoire
Elle a été réutilisée durant la Troisième Période intermédiaire. Plus récemment, elle a été déblayée en 1985 par une équipe franco-égyptienne. En 1994, elle a été affectée par une innondation qui l'a remplie de boue.